# 산가모리역
산가모리역(일본어: 三ヶ森駅)은 일본 후쿠오카현 기타큐슈시 야하타니시구에 위치한 지쿠호 전기 철도 지쿠호 전기 철도선의 철도역이다. 역 번호는 CK 09이며, 상대식 승강장 2면 2선의 구조를 갖춘 고가역이다.

## 역 주변
| 1 | ■ 지쿠호 전기 철도선 | 하행 | 구스바시 · 지쿠호노가타 방면       |
| 2 | ■ 지쿠호 전기 철도선 | 상행 | 에이노마루 · 구로사키에키마에 방면 |

## 이용 현황
- 2013년도 기준 : 2,645명.

## 역 주변
- 야하타 산가모리 우체국

## 인접 역
| 지쿠호 전기 철도 지쿠호 전기 철도선    | 지쿠호 전기 철도 지쿠호 전기 철도선 | 지쿠호 전기 철도 지쿠호 전기 철도선 |
| -------------------------------------- | ----------------------------------- | ----------------------------------- |
| CK 08 에이노마루 구로사키에키마에 방면 | ■ 지쿠호 전기 철도선                | 니시야마 CK 10 지쿠호노가타 방면    |